# Puffinus yelkouan
La berta minore mediterranea (Puffinus yelkouan Acerbi, 1827) è un uccello marino della famiglia Procellariidae.

## Descrizione
Aspetto e mole molto simili alla berta minore atlantica. Differisce da questa per la colorazione appena meno scura delle parti superiori e soprattutto, quando è in volo, per i piedi che sporgono visibilmente oltre la coda.

## Biologia

### Voce
A notte fonda, durante l'avvicinamento alle colonie di nidificazione, emette fortissime grida che ricordano ora il pianto di un neonato, ora il raglio di un asino in lontananza, ora un disperato guaìto. È successo talvolta che il loro ascolto abbia causato reazioni di panico in pescatori o campeggiatori inesperti.

### Alimentazione
L'alimentazione consiste in piccoli pesci epi-pelagici, catturati con tuffi a profondità anche relativamente elevata. Talora segue i pescherecci per nutrirsi dello scarto della pulizia delle reti.

### Riproduzione

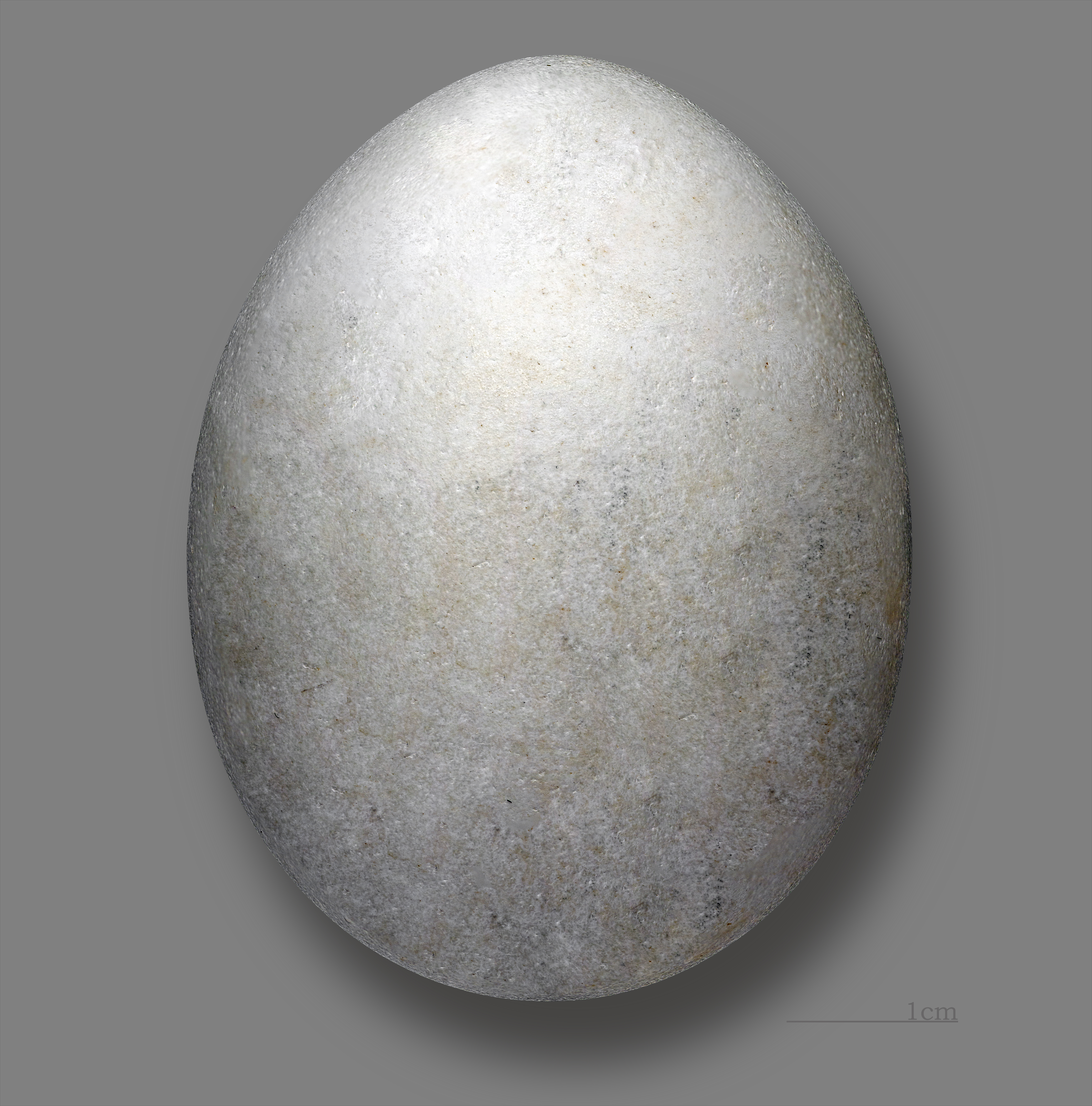
Uovo di Puffinus yelkouan

Il periodo in cui ha luogo la riproduzione è abbastanza lungo, dagli accoppiamenti che avvengono in febbraio all'involo dei giovani che avviene in luglio. La specie nidifica in colonie, in cui ogni coppia depone un singolo, grande uovo bianco che viene covato per quasi due mesi. I nidi si trovano all'interno di tane sotterranee, che vengono visitate solo durante le ore notturne.

### Spostamenti
Gli spostamenti sono poco noti, i nidificanti maltesi emigrano verso il Mar Nero. Anche dall'isola di Tavolara almeno tre adulti muniti di geolocalizzatori sono arrivati fino alle coste della Crimea, facendo ritorno in Sardegna dopo alcuni mesi. Gli adulti in nidificazione si spostano per nutrirsi di centinaia di chilometri, mentre il pulcino attende per giorni di ricevere l'imbeccata nel proprio nido.

### Relazioni con l'uomo
Non esiste alcuna forma di utilizzo di questa specie da parte dell'uomo civilizzato. Peraltro essa risente negativamente di una serie di attività antropiche che vanno dalla pesca, al traffico marittimo quale vettore di specie predatrici (ratti, gatti, cani...), all'uso di forti fonti di luce che durante le ore notturne possono attrarre in massa i giovani che per la prima volta abbandonano le colonie di nascita.

## Distribuzione e habitat
Puffinus yelkouan nidifica solo in Mediterraneo e migra verso il Mar Nero. In Italia nidifica sulle coste delle isole ed in particolare le coste sarde nord-orientali, dove le isole di Tavolara e Molara, all'interno dell'Area Marina Protetta di Tavolara ospitano la più grande colonia di Berta minore del Mediterraneo (e quindi del mondo), formata da oltre 10.000 coppie. Altre grandi colonie, in Italia, si trovano a Montecristo, Capraia e Lampedusa. Grandi stormi si possono talvolta osservare in pesca davanti alla foce dei fiumi della Sardegna e della Toscana.

## Sistematica
In passato questa specie era ritenuta una sottospecie della berta minore atlantica (Puffinus puffinus). Oggi è invece riconosciuta come specie endemica del Mediterraneo centro-orientale.

## Conservazione
Uno dei maggiori problemi per la conservazione di questa specie è rappresentato dalla predazione dovuta al ratto nero (Rattus rattus), una specie involontariamente diffusa dall'uomo sulla maggior parte delle piccole isole del Mediterraneo. La predazione su uova e pulcini può raggiungere livelli tali da annullare il successo riproduttivo di intere colonie. A mare possono registrarsi perdite di individui adulti causate dall'ingestione di ami da pesca innescati, che vengono afferrati dagli uccelli durante le operazioni di immersione dei palamiti. 

Per contrastare il problema ratti è stato recentemente portato a termine in progetto comunitario LIFE+ denominato 'Montecristo 2010 Archiviato il 16 maggio 2017 in Internet Archive.' che ha previsto la rimozione di questi predatori. Un analogo progetto è attualmente in corso sull'isola di Tavolara.

## Curiosità
- Il sonetto di Giovanni Pascoli "I puffini dell'Adriatico" si riferisce quasi certamente a questo uccello, di cui si prende in prestito, italianizzandolo, il nome latino.
- Tra le varie possibili etimologie della denominazione scientifica 'yelkouan', oltre a una possibile derivazione dal turco è suggestiva l'assonanza col vocabolo "alcione", halcyon (normalmente associato a tutt'altro genere di uccelli, i martin pescatori), letteralmente "cane di mare" (dal greco als+kuon). Questa possibilità infatti troverebbe riscontro nelle tipiche vocalizzazioni della berta minore, specie certamente ben nota ai naviganti dell'antichità.
- È stato oggetto di discussione se il mito di Diomede, e di conseguenza l'identità delle 'diomedee' delle isole Tremiti, debbano essere associati a questa specie, piuttosto che all'altra procellaria italiana, la berta maggiore (Calonectris diomedea).